# O Srdce Mladého světa
Turnaj o Srdce Mladého světa (někdy psán O srdce Mladého světa, o „Srdce Mladého světa“ nebo zkráceně o Srdce MS) byl významnou československou fotbalovou soutěží ženských družstev s mezinárodní účastí. Pod záštitou tuzemského týdeníku Mladý svět se konal každoročně mezi lety 1966 až 1990. Výjimkou byl třetí ročník, který se kvůli invazi vojsk Varšavské smlouvy protáhl na dva roky.
Soutěže se za dobu jejího konání zúčastnily desítky československých družstev, ale také řada týmů pozvaných ze zahraničí, mimo jiné z NDR, Polska nebo Itálie. Přátelská utkání na něm v roce 1989 sehrála také reprezentace KLDR. Nejúspěšnějším klubem soutěže byla Slavia Praha, která z 24 ročníků vyhrála celkem třináctkrát, Sparta Praha zvítězila osmkrát a jednou triumfoval výběr československých juniorek do 23 let. Na Slovensko putovalo prvenství v roce 1971, konkrétně do Prešova. Jediným zahraničním šampionem se v roce 1987 stal výběr Finska.
Klání o Srdce Mladého světa se postupně konala v několika městech Československa, a to i když pomineme řadu kvalifikačních turnajů. Po úvodních ročnících na hřišti Slavie Praha se fotbalistky pětkrát sjely do Rožnova pod Radhoštěm. Stejný počet finálových střetnutí uspořádalo Ústí nad Orlicí. Mezi pořadatelská města se dále zařadila Karviná, Kadaň, Hodonín, Karlovy Vary a Liberec. Jediný porevoluční ročník se odehrál na hřišti Dobříše a v pražské Hostivaři.
V prvních letech se turnaje nesly ve znamení obrody československé ženské kopané, která v tu dobu neměla žádnou celostátní soutěž, a přilákaly tisíce diváků. Od roku 1970 se finálová utkání objevovala také ve vysílání Československé televize.
Naposledy se soutěž zapsala do historie ženské kopané v roce 1990. V poslední reportáži Mladý svět reflektoval úspěšné roky svého snažení, rozvoj ženského fotbalu v Československu i účast zahraničních klubů. Dle slov týdeníku nastala doba generační obměny ženské fotbalová reprezentace, ale také obtížné situace (mimo jiné ekonomické a funkcionářské), do které se československý ženský fotbal dostal. S odstupem času lze říci, že co do účasti českých klubů zastává roli turnaje od roku 2007 Pohár FAČR žen, avšak bez mezinárodního přesahu. Se zahraničními družstvy se nejlepší české kluby poměřují od roku 2001 v Lize mistryň UEFA.

## Přehled stupňů vítězů
| Ročník  | Místo konání         | Vítěz        | 2. místo                     | 3. místo         |
| ------- | -------------------- | ------------ | ---------------------------- | ---------------- |
| 1966    | Praha                | Slavia Praha | Sparta Praha                 | „Zbytek ČSSR“    |
| 1967    | Praha                | Slavia Praha | Sparta Praha                 | Spartak Vršovice |
| 1968–69 | Rožnov pod Radhoštěm | Slavia Praha | Regina Nové Město nad Metují | SM Markušovce    |
| 1970    | Rožnov pod Radhoštěm | Slavia Praha | Dukla Prešov                 | Interiér Chrudim |
| 1971    | Rožnov pod Radhoštěm | Dukla Prešov | Družba Holíč                 | Slavia Praha     |
| 1972    | Rožnov pod Radhoštěm | Slavia Praha | Dukla Prešov                 | Družba Holíč     |
| 1973    | Rožnov pod Radhoštěm | Slavia Praha | Dukla Prešov                 | TJ Gottwaldov    |
| 1974    | Ústí nad Orlicí      | Slavia Praha | Sparta Praha                 | Skloplast Trnava |
| 1975    | Ústí nad Orlicí      | Slavia Praha | Sparta Praha                 | Skloplast Trnava |
| 1976    | Ústí nad Orlicí      | Sparta Praha | Družba Holíč                 | Slavia Praha     |
| 1977    | Ústí nad Orlicí      | Slavia Praha | Sparta Praha                 | Kovo Praha       |
| 1978    | Ústí nad Orlicí      | Slavia Praha | Kovo Praha                   | Sparta Praha     |
| 1979    | Karviná              | Sparta Praha | Slavia Praha                 | ACF Conegliano   |
| 1980    | Kadaň                | Sparta Praha | Skloplast Trnava             | Slavia Praha     |
| 1981    | Karviná              | Sparta Praha | Slavia Praha                 | Femina Budapest  |
| 1982    | Hodonín              | Sparta Praha | Slavia Praha                 | Slávia Holíč     |
| 1983    | Praha                | Slavia Praha | Sparta Praha                 | Pafawag Wrocław  |
| 1984    | Karlovy Vary         | Sparta Praha | Rudá hvězda Karlovy Vary     | Slavia Praha     |
| 1985    | Hodonín              | Slavia Praha | Turbine Potsdam              | Sparta Praha     |
| 1986    | Karviná              | Sparta Praha | Slavia Praha                 | Femina Budapest  |
| 1987    | Karlovy Vary         | Finsko       | Czarni Sosnowiec             | Slavia Praha     |
| 1988    | Liberec              | Slavia Praha | Brussels Dames 71            | Czarni Sosnowiec |
| 1989    | Liberec              | ČSSR „23“    | PTT Strasbourg               | Sparta Praha     |
| 1990    | Praha a Dobříš       | Sparta Praha | ČSFR „23“                    | Czarni Sosnowiec |

### Amatérská „masová“ část
V letech 1988 až 1990 se soutěž rozdělila na dvě části. Amatérská (někdy zvaná také „masová“) část nalákala desítky ženských týmů. Kvalifikace probíhala průběžně přes rok a finále se konalo v rámci víkendové programu hlavní soutěže.
| Ročník | Místo konání finále | Vítěz          | 2. místo       |
| ------ | ------------------- | -------------- | -------------- |
| 1988   | Liberec             | TJ Třebotov    | Koťata Olomouc |
| 1989   | Liberec             | Svornost Hvozd | Koťata Olomouc |
| 1990   | Praha               | Svornost Hvozd | Koťata Olomouc |

## Přehled vítězů
| Družstvo     | Vítězství | Roky vítězství                              |
| ------------ | --------- | ------------------------------------------- |
| Slavia Praha | 13×       | 1966–70, 1972–75, 1977–78, 1983, 1985, 1988 |
| Sparta Praha | 8×        | 1976, 1979–82, 1984, 1986, 1990             |
| Dukla Prešov | 1×        | 1971                                        |
| Finsko       | 1×        | 1987                                        |
| ČSSR „23“    | 1×        | 1989                                        |